# Mackinac Island
Mackinac Island è una città degli Stati Uniti d'America nella Contea di Mackinac, nello Stato del Michigan. È situata sulle isole Mackinac e Round.
Dal 1812 al 1882 fu la sede della contea di Michilimackinac, più tardi rinominata Mackinac.
L'uso di veicoli a motore sull'isola è proibito.

## Al cinema
L'isola è stata usata nel 1947 come set cinematografico per il film della MGM This Time for Keeps (nell'edizione italiana distribuito con il titolo Ti avrò per sempre), interpretato da Esther Williams, Jimmy Durante e Johnny Johnston.